# فنسنت فورستر
فنسنت فورستر (بالإنجليزية: Vincent Forrester)‏ هو رسام وفنان وسياسي أسترالي، ولد في 1952 في أستراليا.